# Андреас Ахенбах
Андреас Ахенбах (29 вересня 1815 – 1 квітня 1910) — німецький художник-пейзажист і мариніст, який творив у стилі романтизму. Його вважають одним із засновників Дюссельдорфської школи. Його брат, Освальд, також був відомим художником-пейзажистом. Через їхні спільні ініціали їх разом називали «Альфою та Омегою» художників-пейзажистів.
Батько Андреаса Ахенбаха, Герман (1783–1849), був купцем, але працював на багатьох інших професіях. У 1816 році він став керівником металургійного заводу в Мангаймі. Через два роки родина Ахенбаха переїхала до Санкт-Петербурга, де батько хотів створити фабрику на гроші, отримані матір'ю у спадок. Саме тут Андреас брав свої перші уроки малювання. Проект не вдався, і в 1823 році родина повернулася до Рейнської провінції. Невдовзі його батько відкрив пивоварню в Дюссельдорфі з корчмою, яку часто відвідувала місцева мистецька спільнота.
Там, у 1827 році, Ахенбах серйозно розпочав свою художню освіту, відвідуючи Художню академію Дюссельдорфа, де навчався у Фрідріха Вільгельма Шадова та Генріха Крістофа Кольбе. У 1831 році, у віці лише шістнадцяти років, він брав участь у місцевій виставці та продав одну картину. Наступного року він вивчав пейзажний живопис у Йоганна Вільгельма Ширмера.
Згодом Ахенбах здійснив навчальну поїздку до Нідерландів і досяг успіху в 1836 році на виставці в Кельні, де одну з його картин придбав губернатор Рейнської провінції, принц Фрідріх. Після подорожі Баварією та Тіролем він оселився у Франкфурті і за допомогою Альфреда Ретеля відкрив студію в Штедельському художньому інституті. Він безперервно подорожував Скандинавією та Італією, часто в супроводі свого брата, і вони обидва стали постійними відвідувачами Остенде. У 1846 році він повернувся додому, щоб зайнятися сімейним бізнесом.
Того ж року він перебрав на себе управління пивоварнею та корчмою. Його батько, хоча технічно був на пенсії, став позаштатним бухгалтером. У 1848 році він одружився з Марією Луїзою Губертіною Катариною Ліхтшлаг (1827–1889), також відомою як Луїза. У них було п'ятеро дітей. Їхня друга дитина, Максиміліан, став оперним співаком, відомим під ім'ям Макс Альварі.
Ахенбах був одним із засновників мистецької асоціації "Malkasten" (Коробка з фарбами) і допоміг їм придбати колишній маєток родини Якобі в Пемпельфорті, який був перетворений на "Malkastenpark"; нині це національна пам'ятка. Він брав дуже мало учнів, крім свого брата, зокрема Альберта Фламма, Маркуса Ларсона, Аполлінарія Горавського та Вільяма Стенлі Газелтіна.
За своє життя він отримав багато нагород, включаючи Орден Леопольда (1848), Орден Святого Станіслава (1861) та Орден Святого Олафа (1878). У 1853 році він став почесним членом Пенсільванської академії витончених мистецтв, а в 1862 році – членом Академії красних мистецтв Брера. У 1885 році йому було присвоєно звання почесного громадянина Дюссельдорфа.
Коли він помер, йому влаштували урочисте прощання та церемонію в будинку Малькастен. Його поховали у чудовій гробниці зі скульптурою Карла Янссена. На його честь названа вулиця "Achenbachweg" у Гольстергаузені.